# Parametopella stelleri
Parametopella stelleri är en kräftdjursart som beskrevs av Gurjanova 1948. Parametopella stelleri ingår i släktet Parametopella och familjen Stenothoidae. Inga underarter finns listade i Catalogue of Life.